# Mateo Velasco
Mateo Velasco Díaz (Bogotá; 31 de julio de 2002) es un futbolista colombiano, juega como mediocampista y actualmente es agente libre.

## Trayectoria
Nacido en Bogotá, Velasco comenzó su carrera con Cortuluá. A finales de 2019 viajó a España para realizar una prueba con el Valencia de La Liga de España.  Un año después de su regreso a Colombia, en octubre de 2020, fue cedido al club brasileño Grêmio en un contrato de préstamo de un año con opción de compra.    En agosto de 2021, este movimiento se hizo permanente y Velasco firmó un contrato de cuatro años. 
En diciembre de 2022, el Aimoré del Campeonato Brasileiro Série D anunció el fichaje de Velasco cedido para la temporada 2023.  Tras sufrir una distensión del ligamento colateral medial, volvió a entrenar con Aimoré en enero de 2023. 
Entre marzo y junio de 2025 hizo parte del Deportes Quindío de la Primera B de Colombia.

## Estadísticas

### Club
| Club             | Temporada        | Liga             | Liga        | Liga  | Liga estatal | Liga estatal | Copa        | Copa  | Continental | Continental | Otro        | Otro  | Total       | Total |
| Club             | Temporada        | División         | Apariciones | Goles | Apariciones  | Goles        | Apariciones | Goles | Apariciones | Goles       | Apariciones | Goles | Apariciones | Goles |
| ---------------- | ---------------- | ---------------- | ----------- | ----- | ------------ | ------------ | ----------- | ----- | ----------- | ----------- | ----------- | ----- | ----------- | ----- |
| Gremio           | 2023             | Serie A          | 0           | 0     | 0            | 0            | 0           | 0     | 0           | 0           | 0           | 0     | 0           | 0     |
| Aimoré (cedido)  | 2023             | Serie D          | 0           | 0     | 5            | 0            | 0           | 0     | –           | –           | 0           | 0     | 5           | 0     |
| Total de carrera | Total de carrera | Total de carrera | 0           | 0     | 5            | 0            | 0           | 0     | 0           | 0           | 0           | 0     | 5           | 0     |